# Sorex minutissimus
La musaraña mínima (Sorex minutissimus) es un mamífero muy pequeño de la familia Soricidae. Es uno de los mamíferos más pequeños, y es lo más pequeño de Europa después de la musaraña etrusca. Medida entre 33 y 53 milímetros de largo y pesa entre 1,2 y 4 gramos. Tiene la espalda de color marrón oscuro, que se diferencia claramente de los flancos y el vientre blanco. En comparación con otros soricinos, como por ejemplo la musaraña enana, la musaraña mínima tiene una cola muy pequeña y delgada, de entre 20 y 31 milímetros de largo, el hocico corto y ancho y la cabeza redonda.
La musaraña mínima vive al norte de Europa y Asia, desde Escandinavia y Estonia hasta el este de Siberia, Mongolia y Corea, incluso por encima del círculo polar. También se encuentra en las islas de Sajalín (Rusia) y Hokkaidō (Japón).